# Hole in the Head
«Hole in the Head» es el primer y más exitoso sencillo del tercer álbum de la banda femenina británica Sugababes, Three, puesto que fue número 1 en Reino Unido y en la lista de música dance de los Estados Unidos. También fue número 5 en la lista mundial, puesto que nunca ha sido superado por las Sugababes hasta el 2005 con "Push the Button" que llegó al 2. 
Hasta el 2010, llevó vendidos 185 000 copias de este sencillo en el Reino Unido. En una de sus ediciones como sencillo contiene la canción "Who" la cual estuvo producida por Audio Bullys.
El video musical fue dirigido por Matthew Rolston y fue rodado en varios lugares de Londres en septiembre de 2003.

## Lista de canciones
| Reino Unido – CD1 |                                               |          |  |
| N.º               | Título                                        | Duración |  |
| 1.                | «Hole in the Head»                            | 3:38     |  |
| 2.                | «Who»                                         | 3:46     |  |
| 3.                | «Hole in the Head» (Full Intention Vocal Mix) | 7:16     |  |
| 4.                | «Hole in the Head» (video musical)            |          |  |

| Reino Unido – CD2 |                                   |          |  |
| N.º               | Título                            | Duración |  |
| 1.                | «Hole in the Head» (Radio edit)   | 3:38     |  |
| 2.                | «This Ain't A Party Thing»        | 4:00     |  |
| 3.                | «Hole in the Head» (Gravitas Mix) | 8:27     |  |

| Estados Unidos – Vinilo de 12" |                                                          |          |  |
| N.º                            | Título                                                   | Duración |  |
| 1.                             | «Hole in the Head» (Armand Van Helden Remix)             | 7:32     |  |
| 2.                             | «Hole in the Head» (Dummies Club Mix)                    | 7:06     |  |
| 3.                             | «Hole in the Head» (David Garcia & High Spies Vocal Mix) | 6:23     |  |

## Posicionamiento en listas
| Lista (2003–2004)                           | Mejor posición |
| ------------------------------------------- | -------------- |
| Alemania (Offizielle Deutsche Charts)       | 9              |
| Australia (ARIA)                            | 25             |
| Austria (Ö3 Austria Top 40)                 | 5              |
| Bélgica (Flandes) (Ultratop 50)             | 20             |
| Bélgica (Valonia) (Ultratip Bubbling Under) | 11             |
| Dinamarca (Tracklisten)                     | 1              |
| Estados Unidos (Billboard Hot 100)          | 96             |
| Estados Unidos (Hot Dance Club Songs)       | 1              |
| Estados Unidos (Mainstream Top 40)          | 24             |
| Finlandia (OFC)                             | 11             |
| Hungría (Rádiós Top 40)                     | 17             |
| Irlanda (IRMA)                              | 2              |
| Noruega (VG-lista)                          | 2              |
| Nueva Zelanda (Recorded Music NZ)           | 11             |
| Países Bajos (Dutch Top 40)                 | 2              |
| Reino Unido (UK Singles Chart)              | 1              |
| Suecia (Sverigetopplistan)                  | 7              |
| Suiza (Schweizer Hitparade)                 | 8              |

### Sucesión en listas
| Anterior: «Where is the love?» de Black Eyed Peas | UK Singles Chart — Sencillo Nro 1 19 de octubre de 2003 — 25 de octubre de 2003        | Siguiente: «Be Faithful» de Fatman Scoop con The Crooklyn Clan & Faith Evans |
| Anterior: «Guilty» de Blue                        | Danish Singles Chart — Sencillo Nro 1 7 de noviembre de 2003 — 14 de noviembre de 2003 | Siguiente: «Slow» de Kylie Minogue                                           |
| Anterior: «Amazing» de George Michael             | Dance Music/Club Play Singles — Sencillo Nro 1 1 de mayo de 2004 — 8 de mayo de 2004   | Siguiente: «Never Let Me Down» de Richard "Humpty" Vission                   |